# Yuexi, Chongqing
Yuexi (kinesiska: 岳溪) är en köping i sydvästra Kina. Den ligger i stadsdistriktet Kaizhou i storstadsområdet Chongqing, omkring 210 kilometer nordost om det centrala stadsdistriktet Yuzhong. Antalet invånare är 47 802. Befolkningen består av 23 767 kvinnor och 24 035 män. Barn under 15 år utgör 29,0 %, vuxna 15-64 år 54 %, och äldre över 65 år 15,0 %.